# Brunei hadereje
Brunei hadereje a szárazföldi erőkből, a légierőből és a haditengerészetből áll.

## Fegyveres erők létszáma
- Aktív: 7000 fő (melyből 400 fő nő)
- Tartalékos: 700 fő

## Szárazföldi erők
Létszám
4900 fő
Állomány
- 1 gyalogos zászlóalj
- 1 felderítő század
- 1 műszaki század

Felszerelés
- 20 db közepes harckocsi (Scorpion)
- 39 db páncélozott szállító jármű

## Légierő
Létszám
1100 fő
Felszerelés
- 1 db szállító repülőgép (CN–235)
- 5 db harci helikopter
- 16 db szállító helikopter

## Haditengerészet
Létszám
1000 fő
Hadihajók
- 6 db járőrhajó